# Martin Binedell
Martin Binedell, né le 30 juillet 1995 à Pietermaritzburg, est un nageur sud-africain.

## Carrière
Martin Binedell est médaillé d'or du 200 mètres dos aux Jeux africains de 2015 à Brazzaville ainsi qu'aux Championnats d'Afrique de natation 2016 à Bloemfontein. Il est ensuite médaillé de bronze du 4 x 100 mètres quatre nages aux Jeux du Commonwealth de 2018 à Gold Coast.
Aux Jeux africains de 2019 à Casablanca, il est médaillé d'or du 200 mètres dos, du 4 × 100 m nage libre, du 4 × 100 m quatre nages et du 4 × 100 m quatre nages mixte, médaillé d'argent du 4 × 200 m nage libre et médaillé de bronze du 100 mètres dos.
Il remporte aux Championnats d'Afrique de natation 2021 à Accra la médaille d'or sur 200 mètres dos et sur 4 x 100 m quatre nages mixte et la médaille d'argent sur 100 mètres dos, sur 4 × 100 mètres nage libre et sur  4 x 100 mètres quatre nages.